# Octobre 2001

## Lundi1eroctobre 2001
- En France :
  - Dans l’affaire Elf, non-lieu prononcé pour l’ancien ministre des Finances, Dominique Strauss-Kahn.
  - Olivier Schramek, directeur de cabinet du premier ministre Lionel Jospin sort son livre Matignon, rive gauche, essai contre la cohabitation et quelques révélations sur le microcosme parisien, critiquant la présidence de la république en pleine crise internationale, et sans souci de son devoir de réserve.
  - L’épouse du président de la république, Bernadette Chirac, publie aussi son livre Conversation.

## Mardi2 octobre 2001
- En France, ouverture devant la Cour d'appel de Douai du procès de trois des cinq membres du gang de Roubaix, démantelé en mars 1996, et pour lesquels vingt à trente ans de prison sont requis contre eux.

## Mercredi3 octobre 2001
- En France, le premier ministre Lionel Jospin annonce le plan Biotox, un plan de lutte contre le bio-terrorisme chimique et biologique.

## Jeudi4 octobre 2001
- En réponse au président George W. Bush qui avait estimé, fin septembre, qu’une solution au conflit israélo-palestinien passait sans doute par la création d’un « État palestinien indépendant », le premier ministre israélien Ariel Sharon a répliqué : « Israël ne sera pas la Tchécoslovaquie. N’essayez pas de vous entendre avec les arabes à nos dépens, nous ne l’accepterons pas (...) », en faisant allusion aux accords de Munich de 1938.
- Au-dessus de la mer Noire, explosion en plein vol d’un avion de ligne Tupolev-154 reliant Tel-Aviv à Novossibirsk en Sibérie : aucun survivant parmi les passagers et l’équipage.
- Au Qatar, la chaîne Al Jazeera diffuse des images non datées d’Oussama ben Laden et qui auraient été tournées lors de la réunion de fusion entre les mouvements terroristes d’Al-Qaeda et du Djihad égyptien.

## Vendredi5 octobre 2001
- Dans le comté de Palm Beach en Floride, décès de Robert Stevens, un photographe du Sun, contaminé par le bacille du charbon.

## Samedi6 octobre 2001
- Au stade de France à Saint-Denis, match France-Algérie présenté comme la « rencontre de la réconciliation », où, en présence du premier ministre Lionel Jospin, du président de l’Assemblé nationale et de plusieurs ministres, la Marseillaise est huée par quelque 70 000 spectateurs sur 78 000, et des gestes obscènes sont faits à l’encontre des joueurs de l’équipe de France. 
  - Après un match très houleux, et alors que l’Algérie est menée au score par 4 à 1, le terrain est envahi.
  - Les officiels débordés tentent de minimiser les incidents.

## Dimanche7 octobre 2001
- En Afghanistan, début des bombardements américains et britanniques. En même temps des rations de nourriture sont larguées pour les populations.
  - Les talibans libèrent la journaliste britannique Yvonne Ridley, arrêtée le 28 septembre.
  - L’amorce de l’opération Liberté immuable est considérée comme une date de commencement de la guerre contre le terrorisme.
- Au Qatar, la chaîne Al Jazeera diffuse, dès le début des frappes aériennes, une vidéo pré-enregistrée d’Oussama ben Laden, qui annonce : « L’Amérique ne connaîtra plus jamais la sécurité avant que la Palestine ne la connaisse et avant que toutes les armées occidentales ne quittent les terres saintes ».

## Lundi8 octobre 2001
- En France :
  - Dans l’affaire de la MNEF, le parquet abandonne l’accusation de « faux et usage de faux » portée contre l’ancien ministre des Finances, Dominique Strauss-Kahn.
  - Le recours en grâce de Maurice Papon est rejeté pour la troisième fois par le président Jacques Chirac.
- À Miami, un employé au courrier du Sun, contaminé par le bacille du charbon est hospitalisé. Il s’agit de la même bactérie qui a tué un photographe le 5 octobre. La piste criminelle est privilégiée.
- Début d’un mouvement de manifestations anti-américaines dans tout le monde arabo-musulman.

## Mardi9 octobre 2001
- Le prix Nobel de physiologie ou médecine est attribué à l’américain Leland H. Hartwell et aux britanniques R. Timothy Hunt et Paul M. Nurse pour leurs travaux sur le cycle cellulaire.
- Le journaliste français, Michel Peyrard, grand reporter à l’hebdomadaire Paris Match est arrêté par les talibans en Afghanistan.

## Mercredi10 octobre 2001
- Le prix Nobel de chimie est attribué aux américains William S. Knowles et K. Barry Sharpless, ainsi qu’au japonais Ryoji Noyori, « pères » de la synthèse asymétrique catalytique.
- En France : 
  - Arrêt de la Cour de cassation sur le statut pénal du président de la République. Ce dernier « ne peut, pendant la durée de son mandat, être entendu comme témoin assisté, ni être mis en examen, cité ou renvoyé pour une infraction quelconque devant une juridiction pénale de droit commun (...) ».
  - L’assemblée nationale vote la proposition de loi supprimant le divorce pour faute.
- Le gouvernement américain annonce avoir « le contrôle de l’espace aérien afghan ».

## jeudi11 octobre 2001
- Le prix Nobel de littérature est attribué à l’écrivain britannique d’origine indienne V.S. Naipaul.
- Aux États-Unis : 
  - Le président George W. Bush se dit impressionné par les manifestations anti-américaines organisées dans tout le monde arabo-musulman et déclare : « Je ne peux pas le croire car je sais combien nous sommes bons ».
  - En Floride, dans l’affaire du courrier au bacille du charbon, la piste criminelle est confirmée par le ministre de la Justice John Ashcroft.
    - Les jours suivants, les États-Unis connaissent une multiplication des cas en Floride, à New York, à Washington, et même jusque dans l’enceinte du Congrès, et au centre de tri postal de la maison blanche.
    - Il existe aussi des alertes au niveau mondial, mais aucun cas ne sera avéré en dehors du territoire américain.

## Vendredi12 octobre 2001
- Le prix Nobel de la paix est conjointement attribué à l’ONU et à son secrétaire général Kofi Annan.
- En France, deux détenus de la maison d’arrêt de Luynes dans les Bouches-du-Rhône s’évadent en hélicoptère.
  - Le 18, l’un des deux évadé est repris gare de Lyon à Paris.
- Le Conseil de sécurité Ukrainien affirme qu’un tir accidentel de missile « a pu être à l’origine de la catastrophe » du 4 octobre.

## Samedi13 octobre 2001
- En France :
  - Le 13 et 14 octobre, conseil national interrégional des Verts à Paris. La candidature d’Alain Lipietz à l’élection présidentielle est rejetée à 64,4 % des suffrages.
  - Le 14, Noël Mamère accepte d’être désigné candidat, alors que dans une interview au journal Le Monde, publiée la veille, il avait déclaré « irrévocable » sa décision de ne pas l’être.
- En Italie, en additionnant Pérouse et Assise, plus de deux cent mille manifestants contre les frappes américaines en Afghanistan.

## Dimanche14 octobre 2001
- En Italie, dans la région de Bologne, au cours d’une cérémonie en l’honneur de la Résistance, le président Carlo Azeglio Ciampi, lui-même ancien résistant, provoque un scandale médiatique, en rendant hommage, dans un souci de réconciliation nationale, aux « jeunes gens qui firent alors un choix différent (celui de la fidélité à Mussolini) et qui le firent en croyant servir d’égale façon l’honneur de la patrie ».
- Formule 1 : Grand Prix automobile du Japon. Jean Alesi arrête sa carrière après 201 Grands Prix courus en Formule 1 depuis 1989.

## Lundi15 octobre 2001
- En Israël, Tsahal, à la demande du ministre des Affaires étrangères Shimon Peres, se retire de deux quartiers palestiniens d’Hébron.
  - En guise de protestation, deux formations d’extrême droite quittent la coalition gouvernementale.
- Le sénateur démocrate américain Tom Daschle reçoit lui aussi une lettre qui se révèlera contenir de l’anthrax et dans laquelle est rédigé un message de haine.

## Mardi16 octobre 2001
Meurtres du Brigadier Patrick Le Roux et du Gardien de la paix Yves Meunier qui intervenaient tôt dans la matinée sur une scène de cambriolage au Plessis-Trévise (Val-de-Marne).

## Mercredi17 octobre 2001
- À Paris, le maire PS Bertrand Delanoë inaugure sur le pont Saint-Michel, une plaque « à la mémoire des nombreux algériens tués lors de la sanglante répression de la manifestation pacifique du 17 octobre 1961 ». 
  - Les élus de l’opposition boycottent cette cérémonie pro-FLN.
- En Israël, le général Rehavam Zeevi, ministre démissionnaire du Tourisme, est assassiné à Jérusalem par le FPLP. Il était le chef du Moledet une des deux formations d’extrême droite démissionnaires du gouvernement depuis le 15 octobre. Par cette action, le mouvement palestinien a voulu répondre à « l’élimination ciblée et préventive », du 27 août dernier, d’un de ses chefs, Abou Ali Mustafa.
  - Le premier ministre israélien Ariel Sharon, estimant que cet acte « allait tout changer » ordonne en représailles un nettoyage des territoires palestiniens, et estime qu’Israël à un droit de légitime défense contre les terroristes.
  - Le gouvernement israélien lance un ultimatum à l’Autorité palestinienne, qui déclare hors-la-loi l’aile militaire du FPLP et fait procéder à 12 arrestations à Gaza.
  - Dans la nuit du 17 au 18 octobre, Tsahal pénètre, à nouveau en zone autonome palestinienne, dans Jénine et Ramallah.

## jeudi18 octobre 2001
- Dans la nuit du 18 au 19 octobre, Tsahal pénètre, à nouveau en zone autonome palestinienne, dans Bethléem et Beit Jala, et établit le blocus de villes de Cisjordanie.

## Vendredi19 octobre 2001
- En France, à Villeneuve-le-Roi dans le Val-de-Marne, arrestation par la police nationale des trois auteurs présumés du quadruple meurtre du 6 octobre, à Athis-Mons.
  - Parmi eux, Jean-Claude Bonnal, dit « le Chinois », en raison de ses origines asiatiques, déjà condamné trois fois pour un total de 29 ans de réclusion criminelle, il était de nouveau impliqué dans le braquage sanglant du bureau de change des magasins du Printemps Haussmann à Paris, le 24 novembre 1998, cependant le juge l’avait remis en liberté provisoire dès le 21 décembre 2000.
  - Il est également impliqué dans la fusillade du 16 octobre 2001 au Plessis-Trévise (Val-de-Marne), qui a coûté la vie à deux policiers Patrick Le Roux, trente-quatre ans et Yves Meunier, vingt-sept ans[1].
  - Le cas Bonnal va venir au centre des débats de société, concernant les effets pervers de la loi sur la présomption d’innocence promulguée le 15 juin 2000, dite loi Guigou, et sur l’irresponsabilité de certains juges.
  - À la suite de l’affaire Bonnal, les syndicats de policiers montent au créneau et démarrent des manifestations de protestations. L’opposition suit.
- À Gand en Belgique, sommet informel des chefs d’État et de gouvernement de l’Union européenne, consacré à la crise internationale. La France, la Grande-Bretagne et l’Allemagne s’entretiennent à part.
- À Shanghai, sommet des présidents George W. Bush, Vladimir Poutine et Jiang Zemin qui scelle leur coopération antiterroriste. La petite histoire se souviendra des trois présidents apparaissant en veste de mandarin. 
  - Le président George W. Bush obtiendra leur soutien de principe mais sans déclaration officielle.
  - Du 19 au 21 octobre, à Shanghai, sommet du Forum de coopération économique dans la région Asie-Pacifique.
- Selon le Washington Post, des commandos terrestres des forces spéciales américaines sont entrés en action dans le sud de l’Afghanistan, et la CIA aurait reçu un feu vert pour « assassiner » le chef d’Al-Qaeda, accompagné d’un complément budgétaire d'un milliard de dollars.
  - Début de l’entrée en action des hélicoptères « Blackhawks » sur le sol afghan.
  - Dans la nuit du 19 au 20 octobre, des « rangers » héliportés et des hommes de la « Delta Force » ont envahi le quartier général du Mollah Omar, chef des talibans et l’aéroport proche, et n’ont rencontré aucune opposition.

## Samedi20 octobre 2001
- En France, première de l'émission de télé-réalité Star Academy sur TF1.

## Dimanche21 octobre 2001
- La station spatiale internationale reçoit ses nouveaux occupants pour une mission de 10 jours. À bord d’un vaisseau Soyouz parti de Baïkonour : la française Claudie Haigneré, et les russes Victor Afanassiev et Constantin Kozeïev.
- En Allemagne, élection régionale du land de Berlin, remporté par le SPD avec 29,7 % des voix et leurs alliés néocommunistes du PDS avec 22,6 %. La CDU obtient son plus mauvais score depuis 1948 avec 27 % des voix, soit -17 points par rapport à 1999.
- Après deux semaines de bombardement, et plus de 2 000 missions de bombardement, les américains autorisent les forces de l’opposition afghane, rassemblées sous la bannière de l’Alliance du Nord, à marcher sur Kaboul, la capitale, alors que les avions AC 130, surnommés « les canonnières volantes » pilonnent la ligne de front, située dans la plaine de Shomali, à cinquante kilomètres au nord de Kaboul, et où sont massés quelque 15 000 combattants talibans.
  - Le général Makhmud Gareev, vétéran de l’invasion soviétique déclare : « Les Américains sont en retard (…) tout ce qui pouvait être détruit en Afghanistan l’est depuis longtemps ».

## Lundi22 octobre 2001
- France : suppression de l'exigence de nationalité pour les postes à responsabilité de la Sécurité sociale par Élisabeth Guigou.
- Le 22 et 23 octobre, à Moscou, séminaire gouvernemental franco-russe consacré à la coopération antiterroriste.
- Aux États-Unis, Deux employés de la Poste de Washington, succombent au bacille du charbon.
- Le front uni d’intervention en Afghanistan, épaulé par les américains, lance l’offensive contre les talibans.

## Mardi23 octobre 2001
- En Irlande du Nord, l’IRA provisoire annonce le début de son désarmement.

## Mercredi24 octobre 2001
- Décès de l’éditeur Guy Schoeller à l’âge de 86 ans. Il introduisit en France le Livre de poche en 1952 et fut le créateur, en 1979, de la collection Bouquins.
- Dans le tunnel du Gothard en Suisse, la collision de deux camions provoque un grave incendie : 11 morts et 35 disparus.
- Tsahal donne l’assaut à la localité autonome de Beit Rima tuant 9 palestiniens.
  - Le 25, les Israéliens se retirent.

## jeudi25 octobre 2001
- En France :
  - Le Grand prix du roman de l’académie française est décerné à Éric Neuhoff pour « Un bien fou » (éd. Albin Michel).
  - Selon un sondage Ipsos-Le Point les élections présidentielles verraient l’émergence de Jean-Pierre Chevènement comme troisième homme avec 12 % d’intentions de vote.
- Dans une interview au quotidien USA Today, Donald Rumsfeld reconnaît que les talibans opposent une résistance plus forte que prévu, et affirme, au sujet de la capture de Ben Laden : « Je ne sais tout simplement pas si nous réussirons ».
- Dans la nuit du 25 au 26 octobre, le cabinet de sécurité israélien annonce un retrait « graduel et conditionnel » des zones autonomes, en réponse aux appels répétés du gouvernement américain pour un retrait « immédiat ».
- Microsoft lance son système d'exploitation Windows XP.
- Naissance de la princesse Élisabeth de Belgique

## Vendredi26 octobre 2001
- En France :
  - À La Défense, jusqu’au 28 octobre, 31e congrès du PCF. 73 % des 850 délégués votent la réforme des statuts proposée par Robert Hue qui cède son titre de secrétaire national à Marie-George Buffet et prend celui de président.
  - En Corse, assassinat de Nicolas Gros, proche de François Santoni lui-même assassiné le 17 août.
- Au sud de Kaboul, en Afghanistan, les talibans font prisonniers et exécutent, le commandant Abdul Haq, chef pachtoun, partisan de l’ancien roi Zaher Shah, et deux de ses lieutenants, malgré l’intervention d’hélicoptères américains pour tenter de les sauver.

## Samedi27 octobre 2001
- En Corse, le ministre de l’Intérieur Daniel Vaillant annonce son projet de regrouper les détenus « nationalistes » à la prison de Borgo, près de Bastia.
- Dans le nord de l’Afghanistan, les talibans capturent et pendent cinq autres commandants des forces de l’opposition.

## Dimanche28 octobre 2001
- Au pied des ruines du World Trade Center à New York, une cérémonie œcuménique réunit plus de 9 000 personnes en hommage aux victimes des attentats du 11 septembre 2001.
- En Israël :
  - L’armée israélienne se retire de Bethléem et de Beit Jala.
  - Deux attentats-suicides palestiniens : 5 israéliens tués.
- Le gouvernement marocain rappelle son ambassadeur en poste à Madrid pour « une durée indéterminée ».

## Lundi29 octobre 2001
- En France :
  - Un forcené tue quatre personnes et en blesse sept autres dans les rues de Tours avant d’être arrêté par le RAID dans un parc de stationnement souterrain du centre-ville. (il a été condamné à la réclusion à perpétuité avec 22 ans de sûreté).
  - La candidature de Noël Mamère comme représentant des Verts à l’élection présidentielle est entérinée par 81,4 % des membres du mouvement.
  - Le Prix Médicis est décerné à Benoît Duteurtre pour « Le Voyage en France » (éd. Gallimard).
  - Le Prix Femina est décerné à Marie Ndiaye pour « Rosie Carpe » (Éditions de Minuit).
  - Préparation et présentation à Paris de la première transmission de cinéma numérique par satellite en Europe d'un long métrage cinématographique par Bernard Pauchon, Alain Lorentz, Raymond Melwig et Philippe Binant[2].
- En Autriche, la championne de ski française, Régine Cavagnoud heurte un entraîneur allemand, lors d’une descente d’entraînement. Elle est hospitalisée dans le coma avec de graves blessures.
- Aux États-Unis, le ministre de la justice, John Ashcroft annonce la possibilité « de nouvelles attaques terroristes ».
  - Des courriers contenant du bacille du charbon sont décelés dans les bâtiments de la Cour suprême et au ministère de la santé.
- À bahawalpur, au Pakistan, près de la frontière avec l’Inde, 3 terroristes islamistes tirent sur les fidèles d’une église catholique pendant la messe et tuent 17 personnes.

## Mardi30 octobre 2001
- Le secrétaire américain à la Défense Donald Rumsfeld confirme la présence de soldats américains sur les territoires du nord de l’Afghanistan.

## Mercredi31 octobre 2001
- La championne de ski française, Régine Cavagnoud succombe à ses blessures, à la suite de son grave accident lors d’une descente d’entraînement, le 29 octobre.

- En France :
  - L’Assemblée nationale vote le projet de loi sur la sécurité quotidienne, comprenant un volet antiterroriste, rajouté après les attentats du 11 septembre 2001, et un autre réglementant les rave-parties.
  - La présidence de la République, annonce la nomination de Philippe Massoni comme chargé de mission pour les questions de sécurité et de lutte contre le terrorisme.

## Naissances
- 1er octobre : Mason Greenwood, footballeur britannique
- 4 octobre : Konrad Matuszewski, footballeur polonais
- 8 octobre :
  - Bali Mumba, footballeur britannique
  - Percy Hynes White, acteur canadien
- 12 octobre : Raymond Ochoa, acteur américain
- 13 octobre :
  - Caleb McLaughlin, acteur américain
  - Paolo Reyna, footballeur péruvien
- 14 octobre :
  - Erik Ahlstrand, footballeur suédois
  - Rowan Blanchard, actrice américaine
  - Stefan Tomović, footballeur serbe
- 16 octobre :
  - Jessa Khan, pratiquante de ju-jitsu américano-cambodgienne
  - Nathan Patterson, footballeur écossais
- 17 octobre : Tommy Doyle, footballeur anglais
- 19 octobre : Art Parkinson, acteur irlandais
- 22 octobre : Santiago Hezze, footballeur argentin
- 23 octobre : Mina Sundwall, actrice américaine
- 24 octobre : Adèle Castillon, actrice et chanteuse française
- 28 octobre : Teun Stokkel, acteur néerlandais.

## Décès
- 7 octobre : Mongo Beti, écrivain camerounais (° 30 juin 1932).
- 14 octobre : Willam Christensen, danseur, chorégraphe et maître de ballet américain (° 1902).
- 17 octobre :
  - Micheline Ostermeyer, sportive et pianiste française.
  - Rehavam Zeevi, général et homme politique israélien (° 20 juin 1926).
- 22 octobre :
  - Roger Coggio, comédien et réalisateur français.
  - Albert Ducrocq, scientifique, journaliste et écrivain français.
- 24 octobre : Guy Schoeller, éditeur français.
- 28 octobre : Grigori Chukhrai, réalisateur.
- 31 octobre : Régine Cavagnoud, skieuse alpine française (° 27 juin 1970).